# Hãng phim hoạt hình Cối xay gió
Hãng phim hoạt hình Cối xay gió (tiếng Nga: Студия анимационного кино «Мельница») là một hãng phim lớn, chuyên sản xuất phim hoạt hình, có trụ sở tại thành phố Sankt-Peterburg.